# 長背雲南鰍
長背云南鳅（学名：Yunnanilus longidorsalis）为輻鰭魚綱鲤形目條鳅科云南鳅属的其中一種，分布於中國雲南省南盤江流域，棲息在溪流底層水域，生活習性不明

## 扩展阅读
維基物種上的相關：長背云南鳅